# 巴甘區

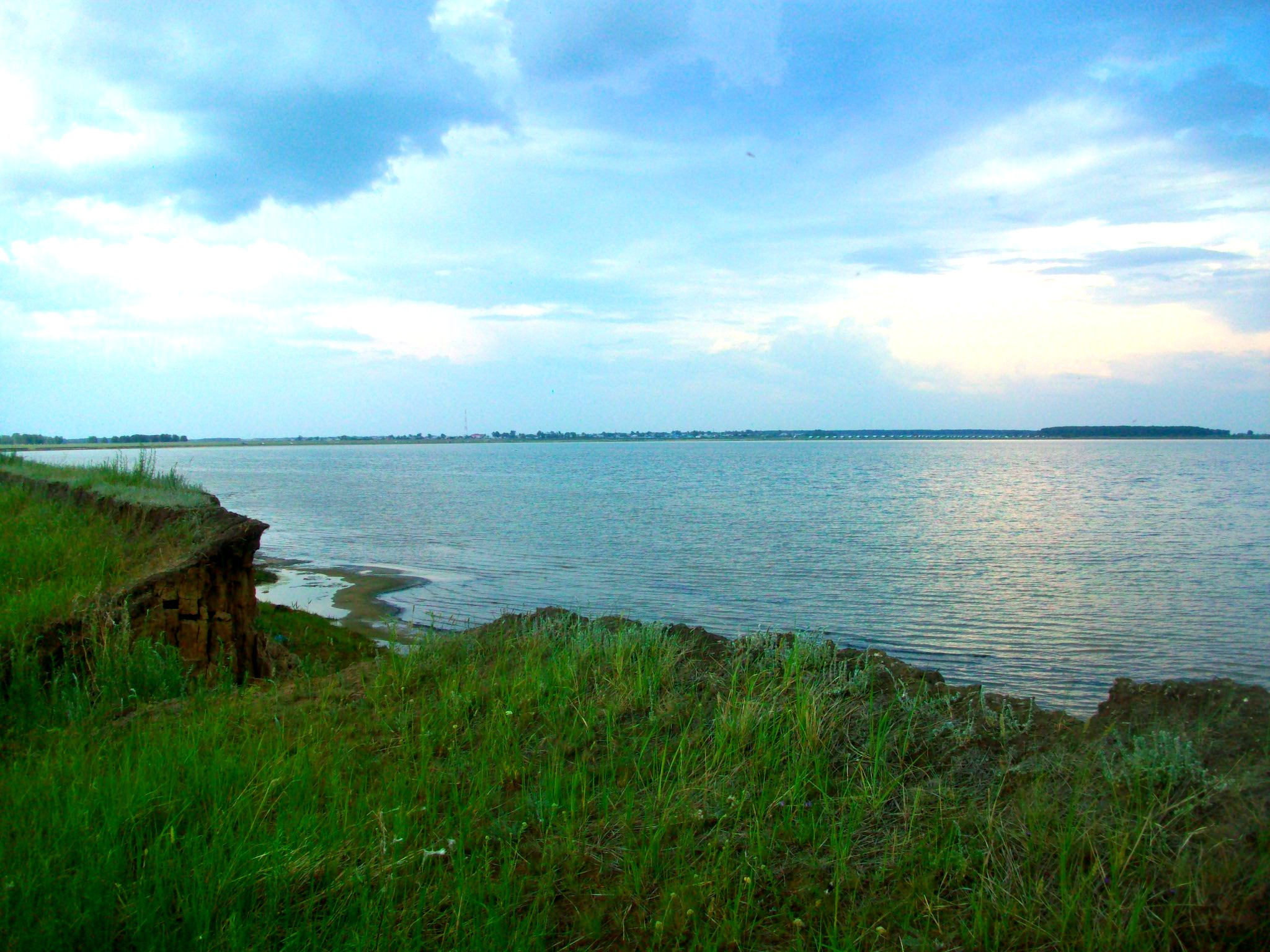

54°06′N 77°40′E / 54.100°N 77.667°E
巴甘區（俄语：Баганский район），是俄羅斯的一個區，位於該國南部，由新西伯利亞州負責管轄，面積3,367.73平方公里，2010年該區人口16,627，人口密度每平方公里4.94人。